# Phaseolus filiformis
Phaseolus filiformis är en ärtväxtart som beskrevs av George Bentham. Phaseolus filiformis ingår i släktet bönor, och familjen ärtväxter. Inga underarter finns listade i Catalogue of Life.